# Rock Herk
Rock Herk is een jaarlijks alternatief muziekfestival in de Belgische gemeente Herk-de-Stad. Sinds 1983 heeft er elk jaar een editie plaatsgevonden en daarmee is Rock Herk,  na Lokerse Feesten (sinds 1975), na Sjock festival in Gierle (sinds 1976) en na Reggae Geel (sinds 1978) een van de oudste alternatieve muziekfestivals van het land.
Van 1983 tot 2012 vond het festival plaats in het gemeentelijk park Olmenhof, rondom het stadhuis van Herk-de-Stad. Omdat het festival te groot werd voor die locatie, wordt het sinds 2013 georganiseerd op de aangrenzende voetbalterreinen van Herk FC.
Het festival lokte in 2016 15.000 bezoekers over twee dagen. Per dag kunnen 10.000 bezoekers het terrein op. In 2020 werd het festival geannuleerd door de Coronapandemie. In september 2021 ging hierdoor met Two days of Rock Herk een aangepaste kleinschaligere versie door met maximaal 5000 bezoekers. De edities van 2022 en 2023 waren volledig uitverkocht. In 2024 vierde het festival zijn 40e editie en verscheen er in gelimiteerde oplage het boek "Rock Herk 40 – het grootste kleine festival van het land".
Rock Herk biedt een uitgebreide keuze aan muziek, gaande van alternatieve rock tot punk, hardcore en dance. Zowel Belgische als internationale artiesten treden er op. Er zijn vier podia: Mainstage, Club, Dansbaar en Street.

## Edities
2025: Gossip, The Haunted Youth, Death from Above 1979, Bob Vylan, Noordkaap, Blonde Redhead, Brihang, Equal Idiots, Meltheads, Sprints, Digitalism, Jazz Brak, Amber Broos, Kittin, DJ Seinfeld, The Subs, Hang Youth, Ramkot, Maria Iskariot, Wiegedood, La Dispute, Doodseskader, Pothamus, Knives, Gans, NAFT,  Kids With Buns, Sha-La-Lees, Jean Valery, CRACKUPS, séa, Yung Singh, Pretty Girl (dj set), Kaboutertje Putlucht, piffy, Alice Mae, UWASE, Landrose, Divided, Plexi Stad, Portex, NAG, WHAT-U-ON-ABOUT?! & MC D-Bro, GULL HOUSE, Wixcakes & Bug 

2024: The Afghan Whigs, Goose, Therapy?, Raketkanon, Millionaire, Yard Act, Brutus, shame, Glints, Whispering Sons, Compact Disk Dummies, Vitalic, Dave Clarke, Étienne de Crécy B2B BOOMBASS (Cassius) B2B DJ FALCON, BLUAI, J. Bernardt, Ed Harcourt, PSYCHONAUT, B R I Q U E V I L L E, Predatory Void, CC:DISCO!, Madmadmad, Flashback Force, Chaos in the CBD, Effy, Goldfox, Faisal, Hotel Lux, Doodseskader, Herman Brusselmans (spoken word), Yesnomaybe, BWANA, Ricky Bekstok, CAMPUS, Dad Magic, LeBlanc, WASTE, RONKER, Brorlab, Pruillip, Waltur, Madd9, Mojo & The Kitchen Brothers, Ava Eva, Mosco, Chubby Analog x Milan Evens, Desmond Dandies
2023: Echo and the Bunnymen, Warhaus, Mura Masa, Stikstof, Charlotte Adigéry & Bolis Pupul, The Haunted Youth, SONS, Tiga, STAKE, The Hickey Underworld, Front 242, Admiral Freebee, Meltheads, DIKKE, Hideous, Lander & Adriaan, Warmduscher, Hemelbestormer, SLIFT, Deadletter, Lysistrata, Circle, The Sha-la-La-Lee's, Mayorga, Jack Vamp & The Castle of Creep, Anthony Rother, Mella dee, Biesmans, Klaps, Ewan McVicar, Asa Moto, Lilihell, OI Boys, Tramhaus, Crouch, Huracan, Niels Orens, Instar & Myu:sa (burenhinder), No Prisoners, We Came As Dirt, Hippotraktor, Wrong Man, Barno Koevoet & The Duijmschpijkers, Niels Kenis & Ruben VSB, A Local Hero, Eridu, Kleine Crack & Slagter, Steve, Affaire
2022: Mogwai, The Vaccines, dEUS, Noordkaap, De Jeugd van Tegenwoordig, Danko Jones, Millionaire, Brutus, DIRK., Praga Khan, Portland, School Is Cool, Wiegedood, Godflesh, Nothing, RHEA, Ramkot, Crack Cloud, Beak>, M.i.k.e. Push, CJ Bolland, Faisal, SHHT, John Noseda, Borokov Borokov, DTM Funk, John, Bicurious, ILA, BLUAI, Pothamus, Stilll, BRENNT und KLAKMATRAK, Peuk, WHORSES, Sam De Nef, Frankie Traandruppel, séa, Inner Hotel Records, Monks., Lo-Lee-Ta, Westhinder, Mitraille, RONKER
2021 (Two Days of Rock Herk): White Lies, Arsenal, Goose, Zwangere Guy, Black Box Revelation, STAKE, Whispering Sons, Sylvie Kreusch, Joyhauser, The Haunted Youth, Kids With Buns, Jack Vamp & The Castle of Creep, De Serre Soundsystem, Aufhebung, Willy Organ, Doodseskader, The Guru Guru, Heisa, La Jungle, Hoffman, Goeie Jongens, Bløssom, Pink Room, WALFANG
2019: dEUS (plays The Ideal Crash), Novastar, Digitalism (Live), Band of Skulls, Amenra, The Van Jets, Dr. Lektroluv, Dead Man Ray, Sleaford Mods, The Sore Losers, STAKE, METZ, Whispering Sons, Isbells, Warhola, And So I Watch You From Afar, Tessa Dixon, Mooneye, Black Leather Jacket, Jaguar Jaguar, Psycho 44, Alia, Poldoore, Flashback Force, DIRK., Goe Vur In Den Otto, The Guru Guru, VONNIS, Celestial Wolves, PSYCHONAUT, Vandal X, Danny Blue and the Old Socks, Peuk, BOLT RUIN, Hemelbestormer, Pelace, Bibi Seck, CRACKUPS, SLOW CRUSH, Boi Wonder, DJ Suspect, Mister Critical, Up to Eleven, SoulBoys Vs RudeBoys, DJ Jules X
2018: Triggerfinger, Sick of It All, Mark Lanegan Band, Raketkanon, Arsenal, SONS, STUFF., Tjens Matic, The Soft Moon, Kevin Morby, Marky Ramone, Magnus (DJ Set), Shameboy (DJ Set), Murdock, Faces On TV, Equal Idiots, T.Raumschmiere, Blackwave., La Jungle, Portland, Wiegedood, It It Anita, Mantis, Six Hands, Mood, Brutality Will Prevail, Ruiner, Public Psyche, Steele Justice, Fornet, Statue, Sons of a wanted Man, King Hiss, Toxic Shock, Lotus, Goe Vur In Den Otto, The Prospects, Sanseveria Sound System
2017: Ignite, Dr Lektroluv, Booka Shade, Dinosaur Jr., Black Box Revelation, Millionaire, Dog Eat Dog, Channel Zero, Meuris, Deez Nuts, Brutus, Whispering Sons, Warhaus, Etienne De Crécy, Oathbreaker, The Black Heart Rebellion, Blacklisted, Equal Idiots, Double Veterans, Bear, The Waltz, Heisa, Iceage, Clench Your Fist, Mountains To Move, Tout Va Bien, The Sheila Divine, Goe Vur In Den Otto, Nah, Franky De Smet-Van Damme (DJ Set), The Whatevers, Elysian, Jacle Bow, Rave Our Souls, Gallops
2016: Fun Lovin' Criminals, Absynthe Minded, Napalm Death, The Notwist, Pro-Pain, Arno, Mudhoney, Zombie Nation, The Sore Losers, Steak Number Eight, Future of the Left, STUFF., Kapitan Korsakov, Mantis, Cocaine Piss, Being as an Ocean, Dead Swans, Wiegedood, The Germans, Cornflames, Vandal X, Wolf Down, The Waiting Game, The Whatevers, Vvovnds, Universe, Mad About Mountains, Goldfox, Svartvit, Supergenius, Vuurwerk, Partisan, Goe Vur In Den Otto
2015: Blood Red Shoes, Comeback Kid, The Subs, H2O, Helmet, No Turning Back, Nathan Fake, Slowdive, Meuris, Gui Boratto, Raketkanon, Wallace Vanborn, Marky ft SP:MC, Afterpartees, PSYCHONAUT, Eagulls, Baths, TC, BRNS, Briqueville, Evil Invaders, Teen Creeps, The Panacea, Landscapes, Bear, Hydrogen Sea, Expire, Wolves Scream, El Yunque, M&T ft Mota, Maze, ZinGeR, Napoleon, The Sha-La-Lees, The Whatevers, White Jazz
2014: Therapy?, Dr. Lektroluv, God Is an Astronaut, T.Raumschmiere, Miss Kittin, The Sore Losers, Brutus, School Is Cool, The Sedan Vault, Archie Bronson Outfit, FuntCase, Feed The Rhino, Slow Magic, Bastions, Murdock + Doctrine, Your Highness, Too Tangled, Double Veterans, Musth, The Greatest Handshake, Gruppo Di Pawlowski, Condor Gruppe, Moments, The Guru Guru, Heights, More Than a Thousand, Six Hands, Set Things Right, Astroid Boys, Warhola, DC Breaks, Klopmann, Soldier's Heart, M&T + Speedwagon, The Prospects, Brutality Will Prevail, Polar, Watermät, Shy FX, Stamina MC, Climates
2013: Maxïmo Park, Hadouken!, Amenra, Temples, Raketkanon, Bury Tomorrow, Isbells, Suuns, Cookie Monsta, traumahelikopter, Vanna, Drenge, Oathbreaker, BRNS, SX, Murdock, Warm Soda, Gtronic, The DeVilles, These Mountains Are Ghosts, Big Deal, Eptic, Housemeister, Pomrad, Shockone, Psycho 44, Ego Troopers, Tall Ships, Clouds On Elektricity, Smooth, Longlost, L Plus, Bloodfire + Mc Mota, Blatan, 30.000 Monkies, The Whatevers, Le Gamin, MC Felon, The Sha-La-Lee's, Duploc, Mad About Mountains, Heart In Hand
2012: Dinosaur Jr., Architects, Black Box Revelation, Gallows, The Subs, The Raveonettes, Felix Da Housecat, While She Sleeps, Yuksek, Steak Number Eight, Ef, Campus, Dum Dum Girls, Emalkay, Tocadisco, Joker, Les Petits Pilous, TC, Eskmo, Feadz, Bar9, Trolley Snatcha, We Have Band, Mustard Pimp, Raving George, Drumsound & Bassline Smith, The Death Set, Faisal, Polaroid Fiction, Electric)Noise(Machine, Lost Witness, Tomba, Sound Of Stereo, The Gaslamp Killer
2011: Blood Red Shoes, And So I Watch You From Afar, Shameboy, A Place To Bury Strangers, Flux Pavilion, Two Gallants, Swans, Buraka Som Sistema, The Sore Losers, Brodinski, Otto Von Schirach, Die! Die! Die!, You Love Her Coz She’s Dead, Djedjotronic Vs Noob, Title Fight, Sabrepulse, Mumbai Science, Don Rimini, More Than Life, Errors, DJ Friction, Little Trouble Kids, N-Type, Psycho 44, Jakes, Kabul Golf Club, Kill Frenzy, Midnight Souls, Tex Taiwan, Kingdom, Kanji Kinetic, Gold Kids, Conform Squad, Sinden
2010: Karma To Burn, Melissa Auf Der Maur, Mr. Oizo, Evergreen Terrace, Does it offend you, yeah?, Tokyo Police Club, Rolo Tomassi, Zombie Nation (Live), Kap Bambino, iLIKETRAINS, The Sore Losers, Madensuyu, The Black Heart Procession, DJ Mehdi, Kapitan Korsakov, Part Chimp, TC, Unicorn Kid, Distance, Eat Lions, Covox, A Strength Within, Carpathian, The Rott Childs, Ruiner, Mashed Paper Klub, Kastor & Dice, Meddik + Mc Elvee, F*Ck You Stupid Loser, Roadburg, Highbloo (Lektroluv), When Hope Escapes, Partyharders Squad
2009: ...And You Will Know Us by the Trail of Dead, The Horrors, Woven Hand, Hadouken!, Death Letters, Dan le Sac Vs Scroobius Pip, The Hickey Underworld, This Will Destroy You, Have Heart, The Teenagers, Autokratz, Panacea, D.I.M., Sabrepulse, Feadz, The Black Heart Rebellion, Sound Of Stereo, Poison My Blood, The Casting Out, Mixhell, Drums Are for Parades, Corrid’Or, Raffertie, Battery + Mc Doc, Rise And Fall, Shipwreck A.D, We'rewolves, Partyharders Squad, Traffico, Alert & Hidious., Wontime, Teenage Lust
2008: Battles, The Enemy, Roni Size Reprazent (Live), Red Sparowes, Phosphorescent, Campus, Future of the Left, Lagwagon, Amenra, Creature with the Atom Brain, Black Strobe, Sickboy, Drumcorps, Cutting Pink With Knives, Alex Gopher, South Central, Fighting with Wire, Verify, Speedwagon, Cajuan, Waxdols, DJ 4T4, Rave Our Souls, Toxica, Murdock, The Porn Bloopers, Bane, Black Friday’ 29, Ritual
2007: The National, Dr. Lektroluv, 65daysofstatic, The Datsuns, T.Raumschmiere, El Guapo Stuntteam, No Turning Back, The Thermals, Strung Out, Andy C, NoMeansNo, Justice (B), Windmill, Koan, True Colors, 108, Final Fight, Etienne de Crécy, No Recess, Archie Bronson Outfit, Level Jay, Break And Enter, Riot & Mcmush, Millenium Kru, The Mighty Roars, Homer
2006: Animal Collective, The Bellrays, Mono, Gossip, Hermano, Mad Caddies, Rise and Fall, The Maple Room, The Setup, Hell Is for Heroes, Starfucker, The Rones, Constantines, Lady Vortex, From My Hands, White Circle Crime Club, Spitting Off Tall Buildings, Space Djz, Shell Shock, Zown, Riot!, Dirty Jackers, St. Dic, Level Jay, Pako & Frederik (Live), Shooting at Unarmed Men
2005: Dr. Lektroluv, I Am Kloot, Isis, Brant Bjork and the Bros, Millionaire, Supersuckers, Death Before Disco, Hulk, Nid & Sancy, Stretch Arm Strong, Hood, Lost In Rhone, Zero Mentality, Addactionlistener(This), DJ Iridium, Gin Palace, Level Jay, Troublelovesus, Moodlex (Live), Peter Novak, Help She Can’t Swim, Lachka
2004: Explosions in the Sky, Supersuckers, Creature with the Atom Brain, Flatcat, Chimera, Trust, Do Or Die, Oversized, Walls of Jericho, Nailpin, Franssen Vs. LowDown, Audio Bullys, Ikara Colt, Krakow, DJ Krust, South San Gabriel, The Killbots, Sworn Enemy, League of XO Gentlemen
2003: Madball, Born from Pain, Aereogramme, The Black Heart Procession, Sparkle of Hope, Soon, Enon, Knut, Fireside, Flipo Mancini, Most Precious Blood, Freq Nasty, The Youngsters, Crossfire & Goodfella, Kombat, Sweatmaster, Haste & MC Doc, Victims Of Society, Lady Lite & Mc Maryjane, All Systems Go!
2002: El Guapo Stuntteam, The Spirit That Guides Us, Do Make Say Think, Girls Against Boys, Buscemi (Dj Set), Victims Family, Sense Field, Circle, Capitol K, Six by Seven, Cast-Down, Hattrick Hero, Between The Lines, Square One, Hypnos 69, Ed & Kim, LowDown (Illtown), Fred Nasen (Kozzmozz), N-Flow
2001: Blonde Redhead, El Guapo Stuntteam, Zen Guerrilla, New Wet Kojak, Add N To (X), Ignite, Karate, Cornflames, Regular Fries, Dj Kozz (Kozzmozz), DJ Daemon, Creams & Spices, Bonehead, The Beeves, Gene Pool Shark, Gazzoleen, Five Days Off, Pn, Dj Morpheus, Plastyc Buddha
2000: Osdorp Posse, Reiziger, Arab Strap, Skarhead, Groop Dogdrill, Hardknox, DJ LowDown, Zornik Breknov, Karoshi
1999: Modest Mouse, Blood for Blood, Autopulver, Senser, 7Zuma7, 22-Pistepirkko, Built to Spill, Rasmus, Dj G-Force
1998: Atari Teenage Riot, Eat Static, Dj Lux Janssen, Geschmacksverstärker, Foil, One Minute Silence, Trans Am, Pulkas, Perverted, Laberinto, Vandal X
1997: Unit Moebius, Deviate, Sloy, Kreidler, DJ Moon, Kickback, Satanic Surfers, Uncle Meat, Rosa Mota, Handsome
1996: Godflesh, Barkmarket, Unsane, Southern Culture On The Skids, Dubwar, 59 Times the Pain, DJ Kojack, Astralasia, Slapshot, Underdog!
1995: Girls Against Boys, Fudge Tunnel, H-Blockx, Gas Huffer, Caspar Brötzmann Massaker, Shootyz Groove, Pitchshifter, Elevate
1994: Swell, Cell, Treponem Pal, Nemo, Sick of It All, Evil Superstars, Grotus, Dead Moon
1993: The Walkabouts, Therapy?, Afghan Whigs, Fleshtones, Pond, The Senseless Things, Mucky Pup, Ugly Papas
1992: Nova Mob, Cosmic Psychos, Thin White Rope, Claw Boys Claw, Mercury Rev, Belgian Asociality, Blue Guitars
1991: Paradogs, The Jack of Hearts, The Dentists, The Romans, Noordkaap, Mercury Rev, Green, The Liberators
1990: The Mudgang, The Scene, Naked Prey, The Paranoiacs, Buffalo Tom, The Dellords, Mr. Review
1989: Coyne, Earthquake Roody & The Trembling Walls, Fat’s Garden, Ze Noiz, The Sam Cooke Singers, The Spanks, Fatal Flowers
1988: The Slime Hunters, The Nits, Jo Lemaire, Return Of The Seven, Kloot Per W, Coyote And The Last Dakota’s
1987: The Crew, The Scabs, The Neon Judgement, Faits Divers, Klaus Klang, The Wolf Banes
1986: Route 65, Dirk Blanchart, Fatal Flowers, Arbeid Adelt!, Flesh ‘N Fell, Du Vin, Du Pain Et Du Boursin
1985: The Scabs, Twee Belgen, The Fezoops, Disorientated Order, Humanited Force, The Silent Majority
1984: Schmutz, The Boxcars, Katastroof
1983: Rick Tubbax & The Taxi’s, Big Bill, Missing Link